# Czaczyk
Czaczyk (prononciation : [ˈt͡ʂat͡ʂɨk]) est un village polonais de la gmina de Śmigiel dans le powiat de Kościan de la voïvodie de Grande-Pologne dans le centre-ouest de la Pologne.
Il se situe à environ 7 kilomètres au nord de Śmigiel (siège de la gmina), à 8 kilomètres à l'ouest de Kościan (siège du powiat) et à 45 kilomètres au sud-ouest de Poznań (capitale régionale).

## Histoire
De 1975 à 1998, le village faisait partie du territoire de la voïvodie de Leszno.

Depuis 1999, Czaczyk est situé dans la voïvodie de Grande-Pologne.